# Репищева улица
Ре́пищева улица — улица в Приморском районе Санкт-Петербурга. Проходит от Парашютной до Новосельковской улицы. По проекту она должна идти до Шуваловского проспекта. Является продолжением проспекта Сизова.

## История
Название Репищевой улицы происходит от слова «ре́пище», означающего «поле, на котором выращивают репу»: на месте современных овощебазы и промзоны в Приморском районе ранее располагались обширные поля. Топоним имеет в составе названия форму краткого притяжательного прилагательного женского рода.
Известно название с 1905 года. На картах Петербурга-Петрограда и окрестностей 1914—1917 гг. А. С. Суворина улица обозначена как Рѣпещевая. Современное название встречается не ранее 1933 года (на Новой карте Ленинграда Леноблисполкома и Ленсовета).
Изначально улица была короче и проходила от Новосельковской улицы до 3-й линии 2-й половины. 12 декабря 1983 года улица увеличилась в размерах — к ней присоединили Иртышский переулок (до 1941 года — Общественный). 9 марта 1987 года часть Репищевой улицы от улицы Щербакова до 2-й Никитинской улицы присоединили к проспекту Сизова, но 7 июля 1993 года это решение было отменено. Позже Репищеву улицу продлили до Парашютной и нумерацию домов на улице изменили на противоположную.
30 августа 2013 года Репищева улица на участке от улицы Щербакова до Парашютной улицы была расширена в два раза за счёт строительства второй (западной) проезжей части.

## Транспорт
Ближайшие к Репищевой улице станции метрополитена — «Комендантский проспект» 5-й (Фрунзенско-Приморской) линии, а также «Пионерская», «Удельная» и «Озерки» 2-й (Московско-Петроградской) линии.
Автобусные маршруты: №№ 9, 38, 40, 122, 127, 134А, 134Б, 170, 171, 172, 182, 208, 219, 235, 237.

## Пересечения
- Парашютная улица
- 2-я Никитинская улица
- 3-я линия 2-й половины
- Вербная улица
- улица Щербакова
- Эстонская улица
- Васильковая улица
- Новосельковская улица